# 桝谷裕
桝谷 裕（ますたに ゆたか、1965年4月29日 - ）は、日本の俳優。以前はスターダス・21に所属していた。東京都出身。千葉大学法経学部学科卒業。

## 出演

### 映画
- スクラップ・ヘブン（監督李相日）
- MASK De41（監督村本天志）
- 39-19（監督大嶋拓）
- チョコチップ漂流記（監督大嶋拓）

### テレビ
- 相棒3rd
- 相棒2nd SP
- 金曜エンターテイメント〜函館旅情サスペンス
- クライマーズ・ハイ
- 新マチベン
- 男装の麗人 川島芳子は生きていた!
- 東京DOGS
- ハチロー 〜母の詩、父の詩〜
- 茂七の事件簿 〜新・不思議草子〜
- 夢みる葡萄
- 流転の王妃 最後の皇弟
- ルビコンの決断〜プリウスをつくった男たち〜

### 吹き替え
- ER緊急救命室
  - シーズンⅩⅡ #5（トニー〈ジョー・ニーヴス〉）
  - シーズンⅩⅡ #11、ⅩⅢ #1、ⅩⅣ #2（グリーダー〈デヴィッド・パトリック・グリーン〉）
  - シーズンⅩⅢ #2（NICUレジデント〈イーライ・グッドマン〉）
- イ・サン（カン・ドゥチ）
- WITHOUT A TRACE/FBI 失踪者を追え!
- 風の国（ヨンビ）
- 記憶の棘
- ギャング・オブ・ニューヨーク
- 草ぶきの学校
- グッド・ワイフ2、3
- 刑事ヴァランダー3 白夜の戦慄
- GO!GO!ジェット
- ザ・ケープ 漆黒のヒーロー
- ザ・ホワイトハウス（ボブ・ラッセル）
- サンダーストーン 未来を救え!
- ストーム・シティ
- 地中海 -愛の海-
- チャームド 〜魔女3姉妹〜
- 朱蒙（フクチ）
- デンジャラスな妻たち（ブライス）
- Dr.Tと女たち
- ボードウォーク・エンパイア 欲望の街
- ボルジア家 愛と欲望の教皇一族
- 名探偵モンク
- 黙示録2009 隕石群襲来（サム・ハンター）
- 黙示録2009 合衆国大炎上
- ロード・オブ・ザ・リング/王の帰還（ゴルバグ）
- 私はケイトリン

### 舞台
2012年
- チョコレートカンパニー第1回公演
  - 十二夜（SPACE雑遊、作：ウィリアム・シェイクスピア、翻訳：小田島雄志（白水社刊行）、演出：藤井ごう）
- 劇団つばめ組　第7回公演
  - こちらがあたしのお父さん（ART THEATERかもめ座、原作：アラン・エイクボーン、翻訳：出戸一幸、演出：仲条裕）

2011年
- 新宿サニーサイドシアター企画公演
  - 雨のワンマンカー（新宿サニーサイドシアター、作：小松幹生、演出：中野志朗）
- 劇団俳小第29回本公演
  - プラトーノフ（シアターχ（カイ）、作：チェーホフ、台本：早野寿郎、演出：ウラジーミル・ベイリス）
- シアター．．．イン・プログレス
  - 背信（APOC（アポックシアター）、演出：テリー・ヘイクス）

2010年
- 私のかわいそうなマラート（座・高円寺2、作：A・アルブーゾフ、訳：泉三太郎）
- 死の微笑（劇団キンダースペース、演出：原田一樹）
- 父と暮らせば
- 記憶ながるる（演出：前島のの、弾vol.4）
- OUR CUNTRY'S GOOD（演出：松本祐子、東京芸術劇場）
- レジトロパット（劇団天才ホテル、アサヒアートスクエア）
- オペラ　ドン・カルロ（新国立劇場）
- ひかりごけ（演出：西原れん）
- 真綿の首飾り（作・演出：大嶋拓）